# لحن الخلود (فلم)
لحن الخلود فيلم موسيقي درامي رومانسي مصري تم إنتاجه عام 1952، من إخراج هنري بركات وبطولة فريد الأطرش وفاتن حمامة وماجدة ومديحة يسري.

## فريق العمل
إخراج: هنري بركات

تأليف:
- يوسف عيسى (قصة وحوار)
- هنري بركات (سيناريو)

إنتاج: جمال الليثي

### بطولة
- فريد الأطرش
- فاتن حمامة
- ماجدة
- مديحة يسري
- سراج منير
- صلاح نظمي

## أغاني الفيلم
من الحان فريد الأطرش
- وياك
- يا مالكه القلب بإيدك
- جميل جمال
- بنــادي عليك

## قصة الفيلم كاملة
تدور القصة عن الفنان وبحثه الدائم عن الفن الخالد الذي لا يقدمه له في النهاية إلا الحب
تبدأ القصة بوحيد (فريد الأطرش) المطرب والملحن الذي يبحث عن لحن خالد يشعر به بداخله ولكنه لم يتمكن بعد من الوصول إلى النغمة المفقودة التي تستطيع أن توصل إحساسه باللحن إلى الجمهور
فيذهب إلى شاطئ (بلطيم)  مكان طفولته البريئة حيث يشعر بالهدوء والألفة
ويقيم هناك في ضيافة صديقه رياض (زكي إبراهيم) وإبنتيه وفاء (فاتن حمامة) وسناء (ماجدة) وشقيقهما الفاسد العاطل رشاد (صلاح نظمي) الذي يحب الراقصة حورية (ثريا سالم) ويسعى لتزويج أخته وفاء من كمال بيه (عبد الغني قمر) الذي يمده دائما بالمال أملا في تسهيل زواجه من أخته وفاء
ولكن وفاء ترفض هذا الزواج فهي تحب وحيد حب عذري صامت وهو لايدري بها حيث أنه لا يزال يراها الطقلة البريئة والأخت الصغيرة التي لن تكبر أبدًا ويخبر رياض صديقه وحيد أنه يخشى تعرض ابنتيه لسوء معاملة أخيهما بعد وفاته ولذلك فهو يريد أن يأتمنه على مبلغ من المال كان يدخره لزواجهما وأنه خبأه في درج مكتبه بعيدا عن أعين رشاد ولكن رشاد يسترق السمع إلى حديتهما فيقوم بكسر درج المكتب وسرقة النقود ثم الهروب مع صديقته الراقصة
ويكتشف الأب السرقة فلا يقوى على احتمال الصدمة ويموت على إثرها  
لا يجد وحيد امامه بدا غير الاتصال بزوج خالة الفتاتين عبد الحليم (سراج منير) ليخبره بخبر الوفاة  وهروب رشاد فيحضر عبد الحليم ومعه إبنته سهام (مديحة يسري) والتي ينشأ بينها وبين وحيد إعجاب متبادل يشبه لهفة البدايات
ويأخذ عبد الحليم الفتاتين لإقامة معه في منزله الكبير بالقاهرة وتتوثق علاقة وحيد بسهام وتستحوذ على تفكيره ويعتقد انه أخيرا وجد نغمته المفقودة دون ان يدري ان هذه المشاعر ليست إلا لهفة البدايات وفي حفل عيد ميلادها يعلن عبد الحليم خطوبة سهام ووحيد، فتصاب وفاء بأزمة قلبية فور سماعها للخبر وبعد أن تفيق تخبرهم انها تعرضت للأنفعال نتيجة شدة الفرح وبالفعل يتزوج  وحيد من سهام وينتهز اخيها رشاد هذه الفرصة ويذهب إلى عبد الحليم ويكرر محاولة تزويج اخته من كمال فيطرده عبد الحليم لعلمه بفساده وبرفض وفاء لهذا الزواج من قبل، فيحضر كمال بنفسه إلى عبد الحليم ويعيد طلب وفاء للزواج ويرفض عبد الحليم في البداية ولكنه يغير رأيه حين تخبره وفاء اتها غيرت رأيها ووافقت على الزواج وأن رفضها في البداية كان بسبب رغبتها في عدم ترك والدها، وعندما يعلم وحيد بموافقة وفاء يقطع رحلة شهر العسل ويعود سريعًا لأنه يعلم أن وفاء لا تحب كمال، وأنها لا يمكن أن تتزوج بدون حب. وهنا تشعر سهام بالغيرة من وفاء خاصة بعد ملاحظتها اهتمام وحيد الشديد بها وتفضيله للسهر معها هي وسناء في منزل عبد الحليم ونفوره من السهر معها ومع أصدقائها
وفي أثناء تحضير وحيد للحنه الهام الذي سوف يغنيه في دار الأوبرا يصاب بالحيرة الشديدة في إختيار الجملة اللحنية التي يصوغ بها لحنه ويسأل كل من حوله فلا يجد نغمته المفقودة إلا عند وفاء التي تدله على جملة لحنية كانت قد سمعته يرددها من قبل في بلطيم  فيطير وحيد من الفرح حيث يجد فيها نغمته المفقودة، وفي يوم الحفل تلاحظ سهام اهتمام وفاء الكبير بوحيد وباللحن فتنفعل عليها فتنسحب وفاء وتصعد إلى غرفتها فيذهب وحيد خلفها لترضيتهاولكنها لاتتمالك نفسها وتعترف له بحبها دون قصد، وفى ي هذه اللحظة يكتشف وحيد حبه لها وأن ما كان بينه وبين سهام لم يكن سوى إعجابا تسرع في الحكم عليه، ولكن وفاء تخبره أن حبهما مستحيل لأنها لا يمكن أن تخون من أكرمتها وآوتها في بيتها مهما كانت الأسباب،
وتذهب سهام إلى وفاءوتطلب منها الابتعاد عن وحيد وعدم الذهاب للحفل، فتنفعل وفاء وتصاب ببداية نوبة قلبية تمنعها من الذهاب إلى الحفل وتكتفي بسماعه من خلال الراديو. ويغني وحيد في الحفل لحن الخلود الذي بلاقي تصفيقا حادا وانبهارا من الجميع ولكنه لا يعير ذلك أي إهتمام ويسرع نحو الهاتف ليسأل عن سبب غياب وفاء عن الحفل وعندما يعلم انها تمر بنوبة قلبية يترك كل شئ ويذهب اإليها وتتبعه سهام ووالدها وبعد أن يفحص الطبيب وفاء يخبرهم بأن قلبها ضعيف جدا وأنها فقدت كل رغبة في الحياة وانها تشعر أن خلاصها الوحيد هو في الموت فيدخل عليها وحيد متلهفا ويظل عبد الحليم خارجا مع إبنته سهام ويخبرها في مشهد غاية النبل بأن حياة وفاء أصبحت بين يديها وأنها يجب أن تضحي من أجل سعادة وحيد ووفاء لأنها إنسانة كريمة ومن بيت كرم والكريم ليس من يعطي فقط ولكن من يسامح أيضاً، فتتأثر سهام وتخبره أنها سامحت، فيقول لها لم يتبقى إلا أن تعطى وتتركي وحيد لوفاء، فتقتنع سهام وتقرر التضحية وتدخل إلى وفاء ووحيد وتطلب منهما بكل رقي وسمو خلق ان يسامحاها لأنها حرمتهما من بعضهما دون قصد وتطلب من وفاء التمسك بالحياة والتمسك بوحيد ثم تنسحب في هدوء وينتهي الفيلم بمشهد عناق الحبيبين وحيد ووفاء على شاطئ بلطيم

### تعليق فاتن حمامة على الفيلم
وعن دورها في فيلم «لحن الخلود» قالت فاتن حمامة في مذكراتها ان هذا الفيلم دفعها عشرة خطوات للأمام وأنها طارت من الفرحة عندما عرض عليها المخرج (هنري بركات) هذا الدور وأضافت أن الفيلم كان يعكس طبيعة المجتمع الجميل في ذلك الوقت حيث الثقافة المحترمة والذوق في كل شئ في إختيار أماكن التصوير والديكور والملابس والإكسسوار، وكانت البطلات ترتدين ملابس فخمة وجميلة وحتى الكومبارس كان هناك اهتمام شديد بهم وبملابسهم وقالت انها عندما رقصت رقصة خجولة لثوان معدودة على انغام أغنية (ليه الدنيا جميلة وحلوة وانت معايا) كانت تعبر عن طبيعة المجتمع آنذاك، كما ذكرت أن بلطيم في ذاك الوقت كانت مجرد منطقة صحراوية على شاطئ البحر،  وأن الممثلين قالوا كيف سنقيم في هذه الصحراء، ولكن بعد عشرة أيام أحبوا المكان حبا شديدا رغم انهم كانوا يسكنون في عشش من الجريد حيث كان الأمر صعبا في البداية لكنهم تعودوا على ذلك فيما بعد وأحبوه، وبعد تصوير هذا الفيلم أصبحت بلطيم مصيفا شعبيا يقصده الكثير من المصريين، وكشفت فاتن حمامة أنها كانت تشعر بالضيق عند تصوير مشاهد الأغاني حيث ان المطرب يغني في المشهد والممثلة التي أمامه لا تجد ما تفعله، مما جعلها تصر فيما بعد أن يجد لها المخرج شئ تفعله أثناء غناء المطرب الذي امامها وهذا ما لاحظناه  فيما بعد في فيلمها  موعد غرام مع عبدالجليم حافظ حيث نجدها في إحدى الاغاني تقوم بإلتقاط الصور بكاميرتها وفي أغنية أخرى تقوم بكتابة مقال صحفي واعتبر النقاد هذا التصرف منها دليل على ذكائها الشديد وتأكيد لنجوميتها في ذلك الوقت، ورغم ذلك أكدت فاتن حمامة أن أغانى فريد في «لحن الخلود» كانت شيئا عظيما ونجحت جدا، وذكرت أيضا أن فريد الأطرش كان فنان تلقائي وطيب القلب جدا حتى انه لم يجد حرجا في أن يقول لها في أحد أيام التصوير: كيف يكون أجرك أكبر من أجر مديحة يسري  !؟ ولكنها لم تغضب من ذلك لأنها كانت تعرف طيبته وتلقائيته وأنها يجب أن تعامله معاملة خاصة تناسب هذه الطبيعة.

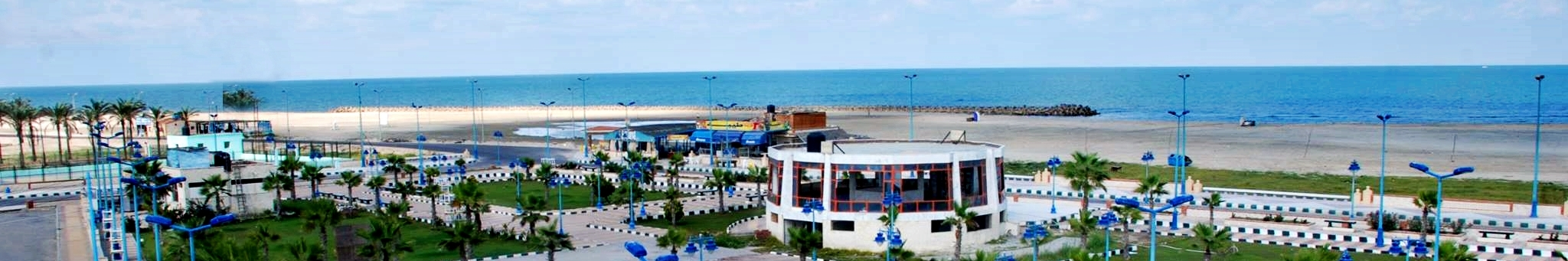
مصيف بلطيم

- بوابة سينما
- بوابة فنون

#### تعليق المخرج بركات على الفيلم
وصرح المخرج هنرى بركات لمجلة الكواكب أثناء عرض الفيلم أن فيلمه أكد نجومية فريد الأطرش التي كانت في أوجها في ذلك الوقت كما أنه أثبت نجومية  فاتن حمامة وأكد انه كان يوجد بينهما تفاهم كبير اثناء التصوير وأن علاقة الأحترام والصداقة التي تجمعهما انعكست على دوريهما في الفيلم مما اعطاه مزيدا من المصداقية

## روابط خارجية
- مقالات تستعمل روابط فنية بلا صلة مع ويكي بيانات